# Anną Ostrorożanką
Anną Ostrorożanką   (1610 - 1648) va ser una noble polonesa de la Confederació de Polònia i Lituània, filla de Jan Ostrorog, vòivoda de Poznan.
Membre d'una família distingida de la noblesa polonesa de la Confederació de Polònia i Lituània. Va ser filla de Jan, vòivoda de Poznan, i de Sofia Zaslawska. Jonsac l'anomena comtessa d'Ostrorog. Va casar-se amb Jan Stanislaw Jablonowski, pertanyent a una família d'origen modest, però que gràcies a això va ascendir i va obtenir càrrecs de la corona i, de retruc, va assegurar el futur polític i econòmic del seu fill Estanislau i els seus descendents. Val a dir que Anna inicialment no va tenir fills, raó per la qual va prometre que si tenia un fill donaria el seu pes en argent a l'Església. Quan va néixer Estanislau, va ordenar pesar-lo i va donar el seu pes en argent a l'església de la Mare de Déu.

## Matrimoni i fills
El 1630 es va casar amb Joan Jablonowski (1600-1647), fill de Maciej Jablonowski (1569-1619) i de Caterina Klomnicka (1570-1621). Fruit d'aquest matrimoni nasqueren:
- Estanislau Joan (1634-1702), casat amb Marianna Kazanowska (1643-1687).
- Sofia (1636-1701), casada amb Joan Francesc Dzieduszycki.
- Caterina (1638-1688), casada amb Christopher Jabłonowska Jodorkovsky.